# Литвинки (Брестская область)
Литви́нки (бел. Літвінкі) — деревня в Кобринском районе Брестской области Белоруссии. Входит в состав Батчинского сельсовета.
По данным на 1 января 2016 года население составило 136 человек в 59 домохозяйствах.

## География

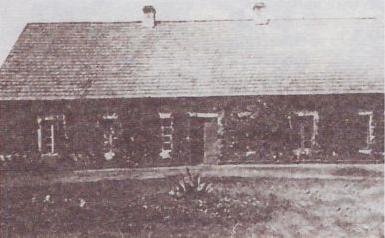
Усадьба на старых фотоснимках

Деревня расположена в 12 км к северо-западу от города и станции Кобрин, 4 км от остановочного пункта Батча и в 52 км к востоку от Бреста.
На 2012 год площадь населённого пункта составила 0,92 км² (92 га).

## История
Населённый пункт известен с 1563 года. После третьего подела Речи Посполитой в 1795 году Литвинки вошли в состав созданной в 1796 году Слонимской губернии Российской империи. В период с 1802 по 1917 год Литвинки входили в состав Кобринской гмины, Гродненской губернии Российской империи. В период с 1921 по сентябрь 1939 год Литвинки входили в состав Кобринской гмины, Кобринского повета, Полесского воеводства Речи Посполитой. В разное время население составляло:
- 1999 год: 81 хозяйство, 218 человек
- 2005 год: 78 хозяйств, 206 человек
- 2009 год: 157 человек
- 2016 год[2]: 59 хозяйств, 136 человек
- 2019 год[1]: 110 человек

## Достопримечательность
В деревне расположен парк при бывшей усадьбе Шадурских (XIX век).